# 야마다 나오코
야마다 나오코(일본어: 山田尚子, 1984년 11월 28일 ~ )는 일본 교토 애니메이션 소속의 여성 애니메이션 감독이다.

## 참가 작품

### 애니메이션
- 클라나드 (2007년) - 8화·12화 연출보조, 17화 연출, 번외편 전편 그림 콘티·연출
- 러키☆스타 OVA (2008년) - 챕터5 연출
- 클라나드 애프터 스토리 (2008년) 3화, 10화, 16화, 22화 그림 콘티·연출
- 케이온! (2009년) 감독
- 케이온!! (2010년) 감독
- 케이온 (영화) (2011년) 감독
- 타마코 마켓 (2013년) 감독
- 타마코 러브 스토리 (2014년) 감독
- 울려라! 유포니엄 (2015년) 시리즈 연출
- 극장판 울려라! 유포니엄 (2016년) 시리즈 연출
- 목소리의 형태 (2016년) 감독
- 울려라! 유포니엄2 (2016년) 시리즈 연출